# Kalmiuske (Donetsk)
Kalmiuske (em ucraniano:  Кальміуське, em russo:  Кальмиусское é uma cidade da Ucrânia, situada no Oblast de Donetsk. Tem 11,9 km² de área e sua população em 2020 foi estimada em 11.469 habitantes.